# 한국사회발전문화재단
한국사회발전문화재단은 해외에 전통문화에 대한 인식 고양, 국내외 학술연구 활동 지원하기 위하여 1990년 11월 6일 설립된 문화체육관광부 소관의 재단법인이다. 사무실은 서울특별시 영등포구 여의도동 14-2 동아빌딩 6층에 있다.

## 주요 사업
- 해외 한국전통문화 확산 지원 사업
- 국내외 학술연구 및 조사 후원사업
- 해외교포자녀의 민족문화 고양을 위한 교육연수 후원사업
- 해외종합문화관 및 기념박물관 건립, 운영